# واهان هوهانیسیان
واهان ادواردی هوهانیسیان (ارمنی: Վահան Էդուարդի Հովհաննիսյանը؛ زاده ۱۶ اوت ۱۹۵۶ - درگذشته ۲۸ دسامبر ۲۰۱۴) یک دیپلمات و سیاست‌مدار اهل ارمنستان و عضو فدراسیون انقلابی ارمنی بود.

## زندگی‌نامه
هوهانیسیان در ۱۶ اوت ۱۹۵۶ در شهر ایروان به دنیا آمد و در سال ۱۹۷۸ میلادی در رشته تاریخ و باستان‌شناسی از دانشگاه دولتی آموزشی مسکو فارغ‌التحصیل شد. در انتخابات ریاست جمهوری ارمنستان در سال ۲۰۰۸ میلادی وی از سوی حزب فدراسیون انقلابی ارمنی کاندیدای ریاست جمهوری ارمنستان شده بود. هوهانیسیان همچنین در سال ۲۰۱۳ رمانی با عنوان "The Mandylion" را به چاپ رسانید. واهان هوهانیسیان در ۲۸ دسامبر ۲۰۱۴ در سن ۵۸ سالگی بر اثر بیماری سرطان پروستات در آلمان درگذشت.

## سمت‌ها
- محقق و رئیس بخش پژوهش «موزه اربونی» (۱۹۸۰—۱۹۸۹)
- عضو کمیته مرکزی فدراسیون انقلابی ارمنی و هیئت اداری آن حزب (۱۹۹۲—۱۹۹۵)
- مشاور رئیس جمهور روبرت کوچاریان (۱۹۹۸—۱۹۹۹)
- عضو کمیسیون امنیت ملی و امور داخلی مجلس ملی جمهوری ارمنستان (۱۹۹۹—۲۰۰۳)
- نماینده مجلس در سال‌های (۲۰۰۳، ۲۰۰۷، ۲۰۱۲)
- نایب رئیس مجلس ارمنستان (۱۲ ژوئن ۲۰۰۳–۲۸ فوریه ۲۰۰۸)
- سفیر ارمنستان در آلمان (۲۸ دسامبر ۲۰۱۳ – ۲۸ دسامبر ۲۰۱۴)

## جوایز
- مدال طلای یادبود فریتیوف نانسن

## یادداشت
1. ↑  ՀՀ Ազգային ժողովի ՀՅԴ խմբակցության ղեկավար
2. ↑  ՀՀ ԱԺ Պաշտպանության, ազգային անվտանգության և ներքին գործերի մշտական հանձնաժողովի նախագահ